# Gitte Reingaard
Regitze „Gitte“ Reingaard (* 21. Februar 1943 in Kopenhagen) ist eine dänische Schauspielerin. 

## Leben
Nach ihrem Schulabschluss war sie zunächst als ausgebildete Erzieherin in einem Kindergarten tätig. Als Filmschauspielerin debütierte Reingaard 1967 in dem Kurzfilm Copenhagen Design und 1969 in dem Film Midt i en jazztid (In der Mitte eines Jazz-Zeitalters) als Esther Schmidt auf sowie in dem Dokumentarfilm Gitte i april mit. Weitere Auftritte hatte sie 1969 in Den gale dansker als Kellnerin und 1970 in der dänischen Verfilmung von Henry Millers Roman Stille Tage in Clichy als Party-Teilnehmerin sowie im gleichen Jahr in Hej Stine! als Martins und Augusts Mutter. Sie spielte in insgesamt fünf dänischen Filmen mit, bis sie 1970 die Filmbranche verließ und den Schauspielberuf endgültig aufgab. Danach arbeitete sie für viele Jahre als Leiterin des Berlingske-Tidendes-Kindergartens in Kopenhagen. Ihre beiden Schwestern Sisse Reingaard und Elsebeth Reingaard waren ebenfalls als Schauspielerinnen tätig.

## Filmografie
- 1967: Copenhagen Design (Kurzfilm)
- 1969: Gitte i april (Dokumentarfilm)
- 1969: Midt i en jazztid (Spielfilm)
- 1969: Den gale dansker
- 1970: Stille Tage in Clichy (Stille dage i Clichy)
- 1970: Das Mädchen Lone (Ang.: Lone)
- 1970: Hej Stine!